# 特拉布宗博物馆
特拉布宗博物馆 (土耳其語：Trabzon Müzesi)是土耳其特拉布宗的一个博物馆。
特拉布宗博物馆设于科斯塔基宫 (Kostaki Konağı)。该建筑建于20世纪初，是希腊裔银行家科斯塔基的私人住宅。它是由某位意大利建筑师设计，许多建筑材料也是购自意大利。
1917年科斯塔基破产，他的所有财产都被没收，其中包括这座豪宅。土耳其独立战争 (1919–1923)期间，该建筑用作军事总部。1924年9月15-17日，凯末尔夫妇访问特拉布宗，住在该建筑内。
1927年，该建筑被国有化，成为总督府。1931-1937年用作监察署。1937年改为女子中学。1987年，该建筑被移交给文化和旅游部，经修复后，于2001年4月22日作为特拉布宗博物馆对公众开放。
该建筑包括地上三层以及地下室。博物馆共有3,651件藏品。